# Københavns Ungdomscentre
Københavns Ungdomscentre (KUC) var en selvejende institution, der havde til formål at udbyde kultur- og fritidsaktiviteter i Københavns Kommune. Institutionen varetog bl.a. driften af 13 medborgerhuse, 4 kulturhuse og 5 sportshaller i København. Institutionen blev stiftet i 1968 og var finansieret gennem driftstilskud fra kommunen.
I 2000 blev foreningens formand, Poul-Erik Oppelstrup, og tre andre bestyrelsesmedlemmer meldt til politiet for bedrageri, fordi de havde brugt foreningens kreditkort til private formål. Sagen blev af pressen døbt “KUC-skandalen”. Alle pengene blev dog betalt tilbage, og politiet opgav at rejse tiltale. Sagen var dog med til at skabe opmærksomhed om andre problemer i KUC og mange års kritiske revisionsprotokollater. Laue Traberg Smidt blev valgt til ny formand, men også han måtte gå efter få uger, da det i pressen blev afsløret, at han havde stået bag økonomiske uregelmæssigheder i tidligere bestyrelser. Der blev omsider skabt ro ved valget af Kirsten Stallknecht til ny formand.
I 2001 besluttede Borgerrepræsentationen at slanke KUC og styrke brugerindflydelsen. Sportshallerne blev overdraget til Københavns Idrætsanlæg, og KUC skiftede navn til Byens Huse. Den nye organisation skulle dog få et kort liv. I starten af 2002 fyrede bestyrelsen to direktører, hvilket fik Kirsten Stallknecht til at nedlægge sit mandat som formand i protest. Dette blev dråben, der fik bægeret til at flyde over, og politikerne på Københavns Rådhus valgte at nedlægge institutionen og i stedet placere medborgerhusene direkte under kommunens Kultur- og Fritidsforvaltning.